# Thủy Phương
Thủy Phương là một phường thuộc thị xã Hương Thủy, thành phố Huế, Việt Nam.

## Địa lý
Phường Thủy Phương có diện tích 28,25 km², dân số năm 2010 là 12.910 người, mật độ dân số đạt 457 người/km².

## Lịch sử
Ngày 30 tháng 11 năm 2024:
- Quốc hội ban hành Nghị quyết số 175/2024/QH15[3] về việc thành lập thành phố Huế trực thuộc trung ương trên cơ sở toàn bộ diện tích và dân số tỉnh Thừa Thiên Huế (nghị quyết có hiệu lực từ ngày 1 tháng 1 năm 2025).
- Ủy ban Thường vụ Quốc hội ban hành Nghị quyết số 1314/NQ-UBTVQH15[4] về việc sắp xếp đơn vị hành chính cấp huyện, cấp xã của thành phố Huế giai đoạn 2023 – 2025 (nghị quyết có hiệu lực từ ngày 1 tháng 1 năm 2025). Theo đó, phường Thủy Phương thuộc thị xã Hương Thủy.